# ستيف وليامز (موسيقي بريطاني)
ستيف وليامز (بالإنجليزية: Steve Williams)‏ هو موسيقي بريطاني، ولد في 20 أكتوبر 1971 في سانت أساف ‏ في المملكة المتحدة.

## وصلات خارجية
- ستيف وليامز على موقع ميوزك برينز (الإنجليزية)
- ستيف وليامز على موقع ديسكوغز (الإنجليزية)